# Prasa krzywkowa

Mechanizm krzywkowy prasy

Przykład mechanizmu krzywkowego

Prasa krzywkowa – rodzaj prasy, której ruch posuwisto-zwrotny stempla generowany jest przez ruch obrotowy krzywki.